# Leho De Sosa
 (février 2025).
Pour les articles homonymes, voir Sosa.
Leho De Sosa est un artiste visuel multidisciplinaire, gestionnaire culturel et activiste uruguayen. Né en 1979 dans le quartier Trois Ombúes à Montevideo, Uruguay. il réside actuellement à Paris (France). Son œuvre englobe diverses disciplines, comme la peinture, l'illustration, l'art digital, la photographie, la videoarte, la performance et les installations.

## Trajectoire
Formé en Sciences de la Communication à l'Université de la République à Montevideo, il a commencé sa carrière en 2004 dans le domaine du cinéma et de l’audiovisuel. Il est co-créateur de Putxs, un studio de création et de direction artistique basé à Paris, et cofondateur de L.A. Contracultural avec Delfina Martínez. Depuis 2018, il est codirecteur artistique et commissaire de la Semaine de l´Art Trans, un festival international organisé par le gouvernement de la ville de Montevideo.
Tout au long de sa carrière, Leho travaille comme commissaire et coordinateur artistique dans divers festivals et projets de résidences artistiques, jouant un rôle clé dans la gestion culturelle, notamment dans l’organisation d’événements liés à l’art trans. En 2024, il est commissaire et coordinateur artistique de la IVe Semaine de l’Art Trans, un festival organisé par le Secrétariat de la Diversité de la municipalité de Montevideo. En 2022, il est commissaire invité pour les expositions Transur et Guerreras Futuras de Sofía Saunier. Il est également directeur artistique dans la publicité et dans des productions cinématographiques internationales. En 2021, il est décorateur de plateau pour la série El Presidente, produite par Gaumont et Amazon Studios, collaborant sur des projets dans des pays tels que le Chili, Porto Rico et le Mexique.
En 2019, il publie l’histoire graphique Furia Amarilla, incluse dans la revue El Alto, Arte Cuir Latinoamericano, éditée par le British Council et Outburst Arts. La même année, il publie le roman graphique Teen Trans, Héroes sin identidad secreta,, également édité par le Festival d’Art et Créations Trans à Lyon, France. Toujours en 2019, il conçoit l’identité visuelle de la Biennale Beyond Homophobia à Kingston, Jamaïque, et crée des designs pour des campagnes sur les droits des personnes trans et migrantes, soutenues par le Ministère du Développement Social de l´Uruguay
En 2018, il conçoit les visuels et costumes pour Cake Daddy, une pièce queer et gordo-activiste[Quoi ?] présentée au Festival Outburst Art à Belfast et au Gay and Lesbian Mardi Gras 2019 à Sydney, Australie.
Leho anime également de nombreux ateliers et discussions sur la diversité et l’art. En 2021, il participe au programme Cráter #12 à la Salle d’Art Jeune de la Communauté de Madrid, et en 2020, il organise la table ronde en ligne Armarios Abiertos, Diversidad Sexual en la Cultura Iberoamericana, dans le cadre de la Journée internationale de la fierté LGBTQ+.

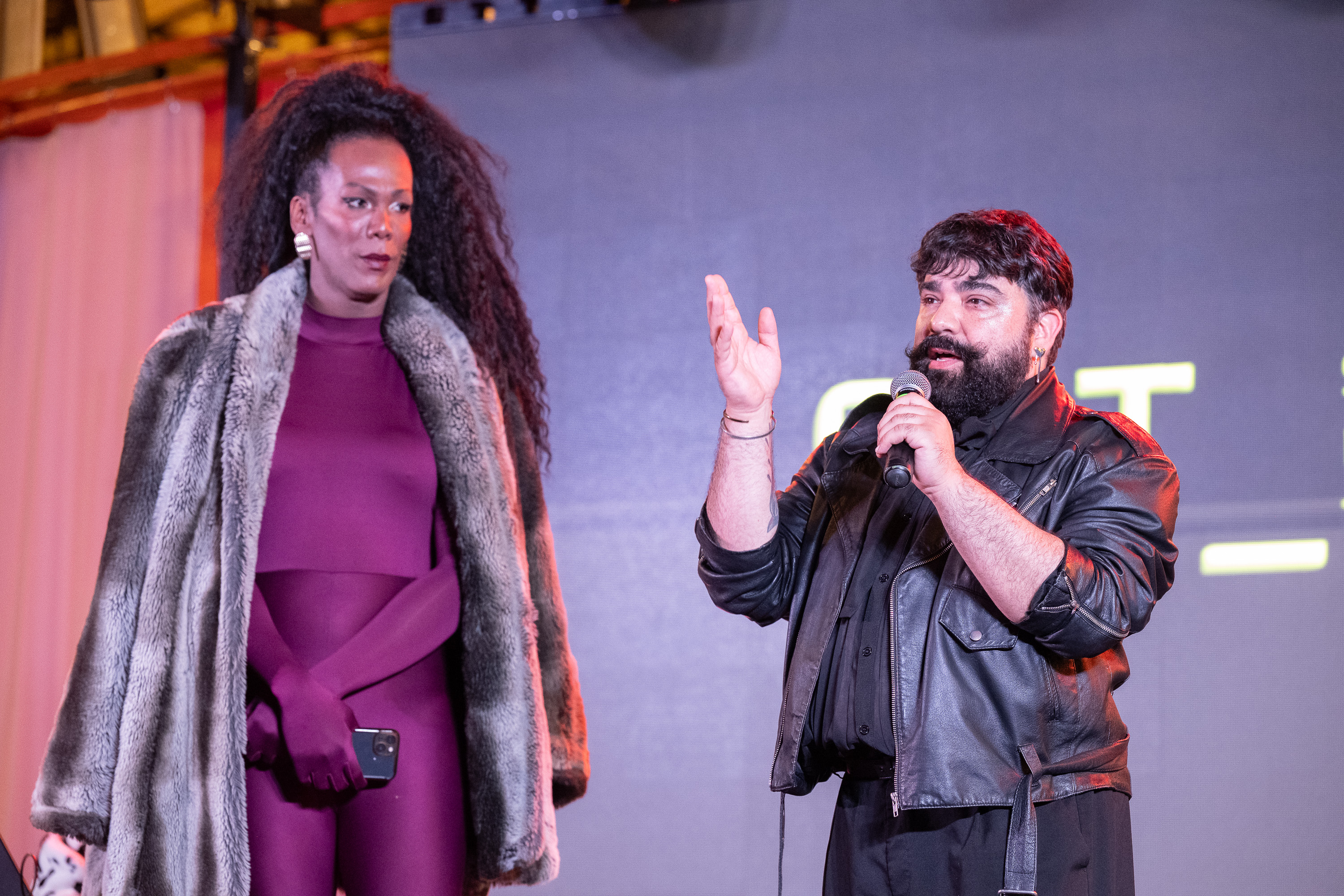
Delfina Martínez et Leho De Fade dans l'Espace Modèle dans le cadre de la Semaine d'Art Trans (2024)

### Expositions individuelles
- 2023 : Présentation de son intervention intitulée Paris, j'ai quelque chose de gros pour ton cul lors de la fête "Cul Béni" à Paris, France, avec une sculpture gonflable de 10 mètres représentant un plug anal.
- 2022 : Exposition de son œuvre Mariconadas NFT au musée Museari à Valence, Espagne.
- 2019 : Exposition LIBERTRANS au Festival d’Art et Créations Trans, Espace Amoour, Lyon, France. La même année, présentation de Naïf à la Semaine de la Diversité de Colonia, Colonia del Sacramento, et participation au Festival de l’Art Queer à Casa Brandon, Buenos Aires, Argentine.
- 2017 : Exposition Teen Trans, création de l’œuvre en direct à la Cineteca Matadero de Madrid, Espagne, dans le cadre du 22e LesGaiCineMad.
- 2016 : Présentation de À l’image et à la ressemblance à l’Espace d’Art Contemporain, Montevideo, une exposition qui s’est tenue du 1er décembre 2016 au 5 mars 2017.

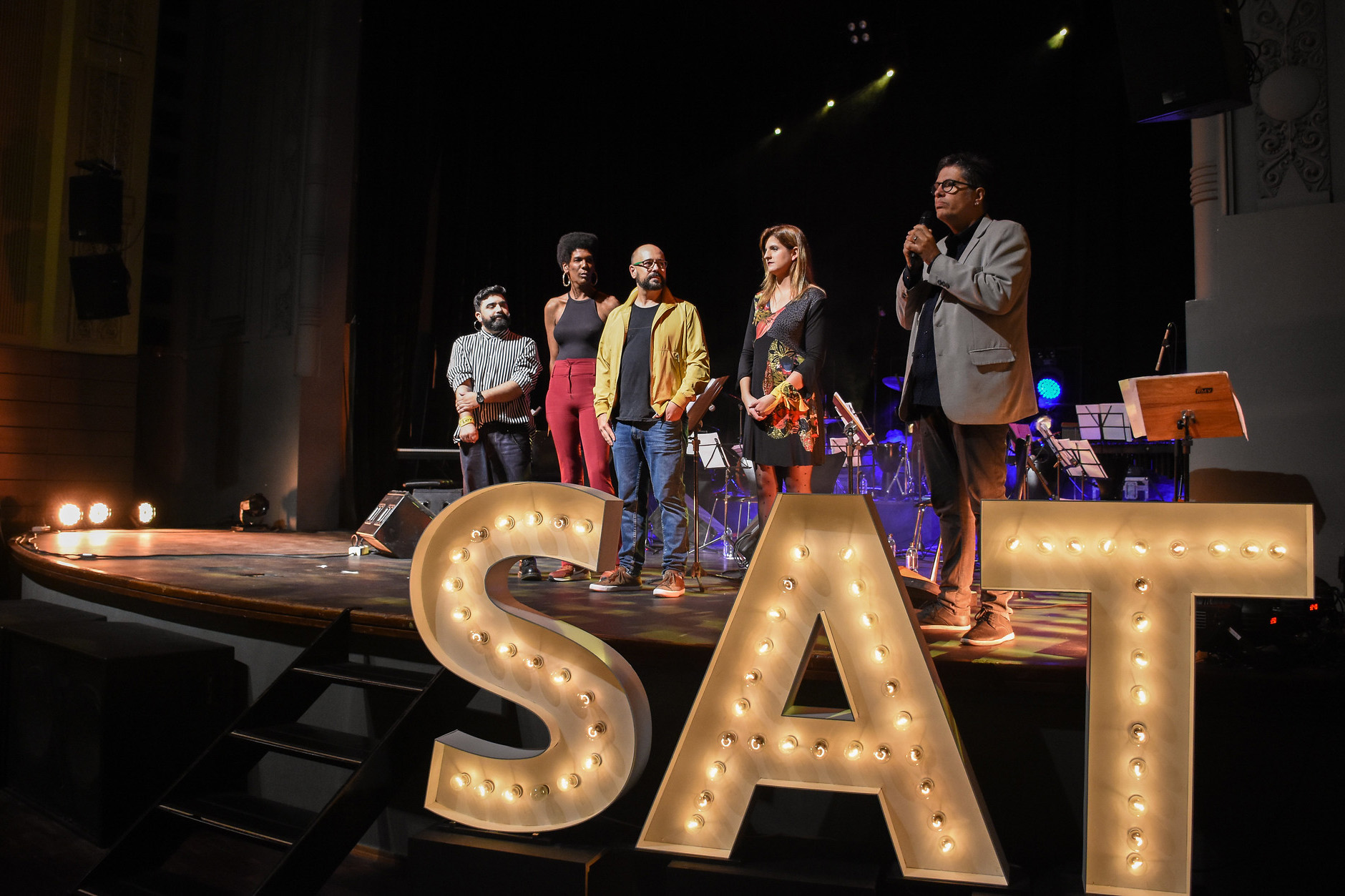
Semaine d'Art Trans (2019)

### Expositions collectives
- 2024 : Participation à Museari, Queer Art 7 au Museu de Belles Arts de Xàtiva, Valence, Espagne, ainsi qu’à une exposition collective à la Ready Art Gallery à Montevideo, Uruguay.
- 2021 : Participation à l’exposition La Gran Conspiración, une collaboration avec l’artiste Francesc Ruiz, présentée à l’Académie Royale d’Espagne à Rome et au Centre Culturel d’Espagne.
- 2019 : Participation à Sudakas, Décolonisations des corps à la Biennale d’Art Contemporain de Lyon, et à l’installation collective Orgullo, Ley Trans au Centre Culturel d’Espagne à Montevideo.
- 2017 : Participation à Art Queer National dans le cadre de la Semaine de la Diversité de Colonia, Uruguay.
- 2016 : Participation à l’exposition collective de la Semaine de l’Art Trans au Centre Culturel d’Espagne à Montevideo[10].

## Festivals internationaux
- 2022 : Participation au Festival d’Art et Créations Trans à Lyon, France.
- 2019 : Participation au même festival, ainsi qu’au Festival Risco à São Paulo, Brésil, et au Festival de l’Art Queer à Buenos Aires, Argentine.
- 2017 : Invitation du British Council pour participer au Outburst Queer Art Festival à Belfast, Irlande du Nord, et au LesGaiCineMad à Madrid, Espagne.

## Reconnaissance
- 2024 : Lauréat du Prix Ibero-Américain Federico García Lorca dans la catégorie Peinture pour son œuvre Descanso, décerné par l’Ambassade d’Espagne en Uruguay et la Mairie de Montevideo[11].
- 2016 : Récompensé par le Prix de la 6e Appel à Projets Artistiques de l’Espace d’Art Contemporain, dépendant du Ministère de l’Éducation et de la Culture, pour son projet d’installation À l’image et à la ressemblance. La même année, son œuvre Merienda Divertida a obtenu le 1er Prix au Concours d’Art Express Diversité et Famille, organisé par Llamale H à Montevideo, Uruguay.
- 2011 : Nomination en tant que Meilleur Directeur Artistique pour le film Reus[12], aux Prix de l’Association des Critiques de Cinéma de l’Uruguay.